# Tiopli Kliutx
Tiopli Kliutx (en rus: Тёплый Ключ) és un poble (un possiólok) del krai de Krasnoiarsk, a Rússia, segons el cens del 2010 tenia 6 habitants. Pertany al districte municipal d'Àban.